# Charlotte Flair
Ashley Elizabeth Fliehr (Charlotte, 5 de abril de 1986) é uma lutadora de luta livre profissional atualmente trabalha na WWE, onde atua no SmackDown sob o nome de ringue Charlotte Flair.
Ela é uma lutadora profissional de segunda geração, sendo filha de Ric Flair. Em 2012, ela começou a treinar com a WWE e estreou no NXT no ano seguinte. Em 2014, ela foi nomeada Rookie of the Year pela Pro Wrestling Illustrated (PWI), e foi promovida ao elenco principal da WWE em 2015. Flair ganhou o Campeonato das Divas, o Campeonato Feminino do NXT duas vezes, o Campeonato Feminino do Raw um recorde de seis vezes (do qual ela é a campeã inaugural), e o Campeonato Feminino do SmackDown um recorde seis vezes. Ela também ganhou o Campeonato Feminino de Duplas, tornando-se campeã da Tríplice Coroa e campeã do Grand Slam. Flair também venceu a luta Royal Rumble em 2020. Ao todo, Flair ganhou 15 campeonatos individuais femininos e é reconhecida como 13 vezes campeã mundial feminina pela WWE (que não considera o título feminino do NXT um título "mundial" retroativo a seu 2º reinado com o cinturão apenas quando outros são reconhecidos), e 16 títulos totais na WWE, incluindo seu reinado no Campeonato Feminino de Duplas com Asuka.
Em 2016, os leitores da PWI elegeram Flair Woman of the Year e Top Female Professional Wrestler. Ela se tornou a primeira mulher a lutar no evento principal um evento pay-per-view da WWE em outubro de 2016 (ao lado de Sasha Banks), e a primeira mulher no evento principal da WrestleMania pela primeira vez, o principal evento anual da WWE, em 2019 (ao lado de Becky Lynch e Ronda Rousey).

## Início de vida
Ashley Elizabeth Fliehr nasceu em Charlotte, Carolina do Norte em 5 de abril de 1986, filha de Ric Flair e sua então esposa Elizabeth Harrell. Ela tem uma meia-irmã mais velha, Megan, e um meio-irmão mais velho, David, enquanto seu irmão mais novo, Reid, morreu em 29 de março de 2013. Fliehr ganhou dois campeonatos NCHSAA 4 A-State de vôlei durante seu tempo na Providence High School e foi capitã de equipe e jogadora do ano em 2004–2005. Ela frequentou a Appalachian State University em Boone, Carolina do Norte, jogando vôlei nas temporadas de 2005 e 2006 antes de se transferir para a North Carolina State University, onde se formou bacharel em relações públicas na primavera de 2008, além de ser certificada treinadora antes de se tornar um lutadora.
Flair estava no ringue para o episódio do Raw de 6 de dezembro de 2004 em sua cidade natal de Charlotte, Carolina do Norte, onde Lita e Trish Stratus competiram no evento principal pelo Campeonato Feminino da WWE. Quase 12 anos depois, em 3 de outubro de 2016, a própria Flair e a rival Sasha Banks fariam o mesmo, marcando apenas a terceira vez que uma luta pelo Campeonato Feminino aconteceu no Raw.

## Carreira na luta livre profissional

### World Championship Wrestling (2000)
Em 2000, Flair fez suas primeiras aparições na luta profissional aos 14 anos, aparecendo com seu pai na World Championship Wrestling (WCW) como Ashley Flair durante sua rivalidade com Vince Russo e seu meio-irmão David. No episódio de 15 de maio do Monday Nitro, Flair apareceu em uma vinheta na qual Russo, David e Daffney invadiram a casa da família Flair até serem confrontados por Flair, sua mãe Beth e seu irmão Reid. No The Great American Bash em 11 de junho, Flair estava no ringue para uma luta de aposentadoria entre Ric e David. Depois que Russo tentou interferir na luta em nome de David, ela e seu irmão Reid o atacaram e o algemaram, permitindo que seu pai derrotasse David. No episódio da noite seguinte do Monday Nitro, David e Russo enfrentaram Ric em uma partida de handicap com a família Flair mais uma vez no ringue. Flair tentou interferir em nome de seu pai, mas foi contida pela R&B Security, os capangas de Russo, permitindo que David e Russo derrotassem Ric e raspassem parcialmente sua cabeça.

### WWE (2012–presente)

#### Primeiros anos no NXT (2012–2014)

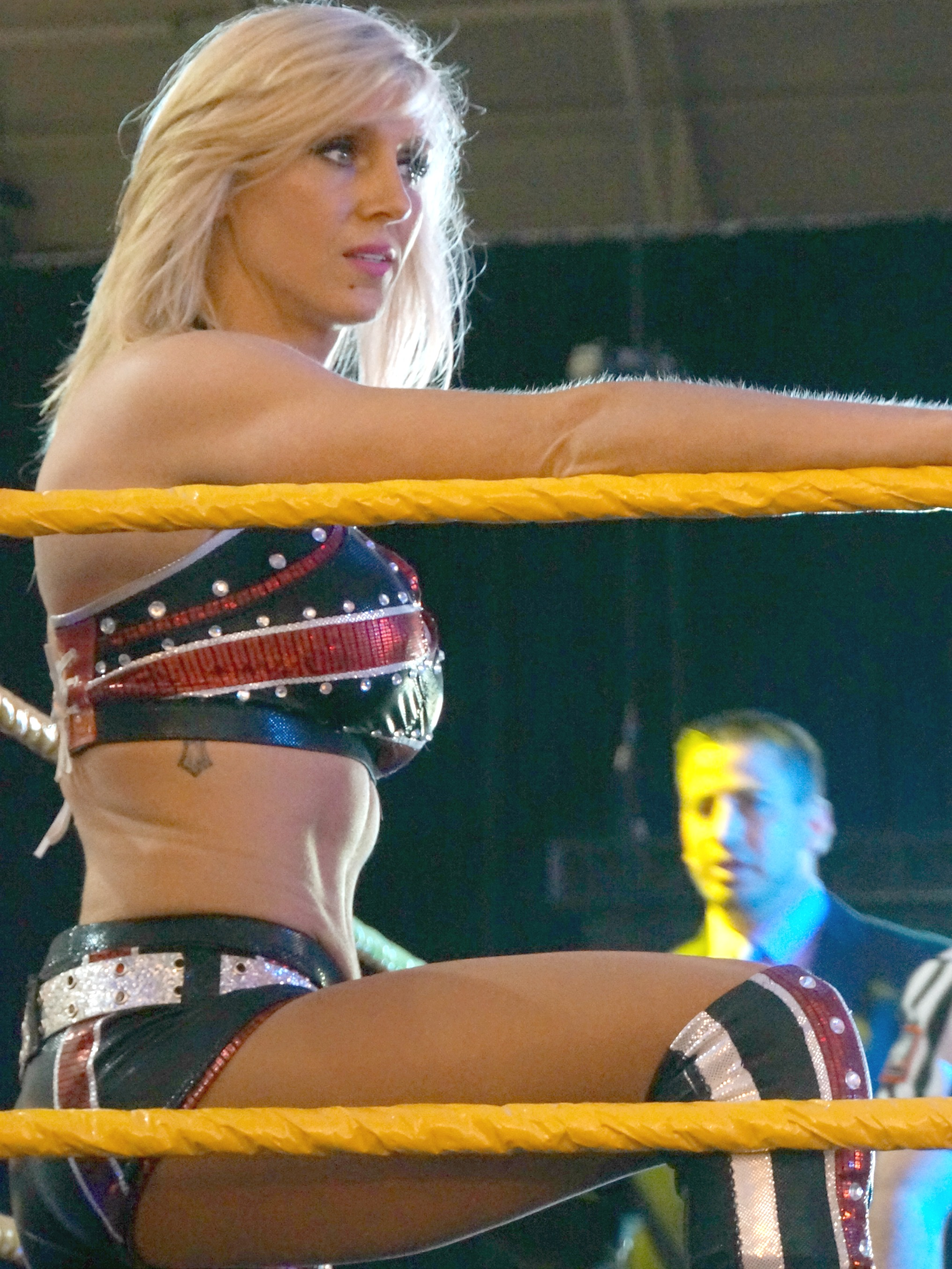
Charlotte em abril de 2014

Em 17 de maio de 2012, ela assinou um contrato de desenvolvimento com a WWE e treinou com Lodi na Carolina do Norte antes de ingressar no NXT, o território de desenvolvimento da WWE, em Tampa, Flórida. Seus treinadores no NXT incluíam Sara Del Rey. Fliehr adotou o nome de ringue Charlotte e teve sua primeira luta individual televisionada em 17 de julho de 2013, no episódio do NXT, onde ela derrotou Bayley. No final de 2013, Charlotte formou uma dupla com Bayley, e as duas derrotaram Aksana e Alicia Fox no episódio de 4 de setembro do NXT. No episódio de 10 de outubro do NXT, Bayley acompanhou Charlotte a uma luta contra Santana Garrett, que ela venceu, mas durante a luta The BFFs—Beautiful, Fierce Females (Sasha Banks e Summer Rae) vieram ao ringue e tentaram convencer Bayley a junte-se a eles, para grande aborrecimento de Charlotte.
No episódio de 13 de novembro do NXT, Charlotte atacou Bayley e se juntou as BFFs, estabelecendo-se como heel no processo. Após uma ausência de dois meses devido a uma lesão legítima, Charlotte retornou em 22 de janeiro de 2014 no episódio do NXT e começou a acompanhar Rae e Banks em suas lutas. Em fevereiro, Charlotte confrontou e desafiou a Campeã Feminina do NXT Paige durante uma entrevista com Renee Young. Após a ida de Rae ao elenco principal da WWE, Charlotte e Banks passaram a rivalizar com Bayley, que formou uma aliança com Natalya, que derrotou Charlotte por desqualificação após Banks interferir no episódio de 27 de março do NXT. Em 6 de abril no WrestleMania XXX, ela apareceu ao lado de Sasha Banks e Alexa Bliss na entrada de Triple H em sua luta contra Daniel Bryan. A rivalidade entre Charlotte e Paige terminou em 24 de abril no episódio do NXT, quando Charlotte e Banks derrotaram Emma e Paige, com Charlotte marcando o pinfall sobre Paige.

#### Campeã Feminina do NXT (2014–2015)
No início de maio, Charlotte competiu em um torneio de oito mulheres pelo vago Campeonato Feminino do NXT, derrotando Emma na primeira rodada, Alexa Bliss nas semifinais e Natalya nas finais no TakeOver em 29 de maio de 2014, para ganhar o Campeonato Feminino do NXT pela primeira vez em sua carreira, seu primeiro campeonato na WWE. Após uma ausência de quatro meses do programa, Summer Rae retornou no episódio de 6 de junho do NXT, distraindo Bayley e permitindo que Charlotte a derrotasse, após o que as BFFs tentaram atacar Bayley, apenas para serem perseguidas por Emma e Paige. A briga levou a uma luta de duplas de seis mulheres no episódio de 12 de junho do NXT, que as BFFs perderam depois que Bayley derrotou Charlotte. No episódio de 3 de julho do NXT, Charlotte recebeu uma medida de retribuição por Bayley em uma luta de duplas, onde ela e Sasha Banks derrotaram Bayley e Becky Lynch. Após a luta, Charlotte deixou Banks para ser atacada por Bayley, com Banks oficialmente dissolvendo os BFFs em um segmento de bastidores mais tarde naquela noite.

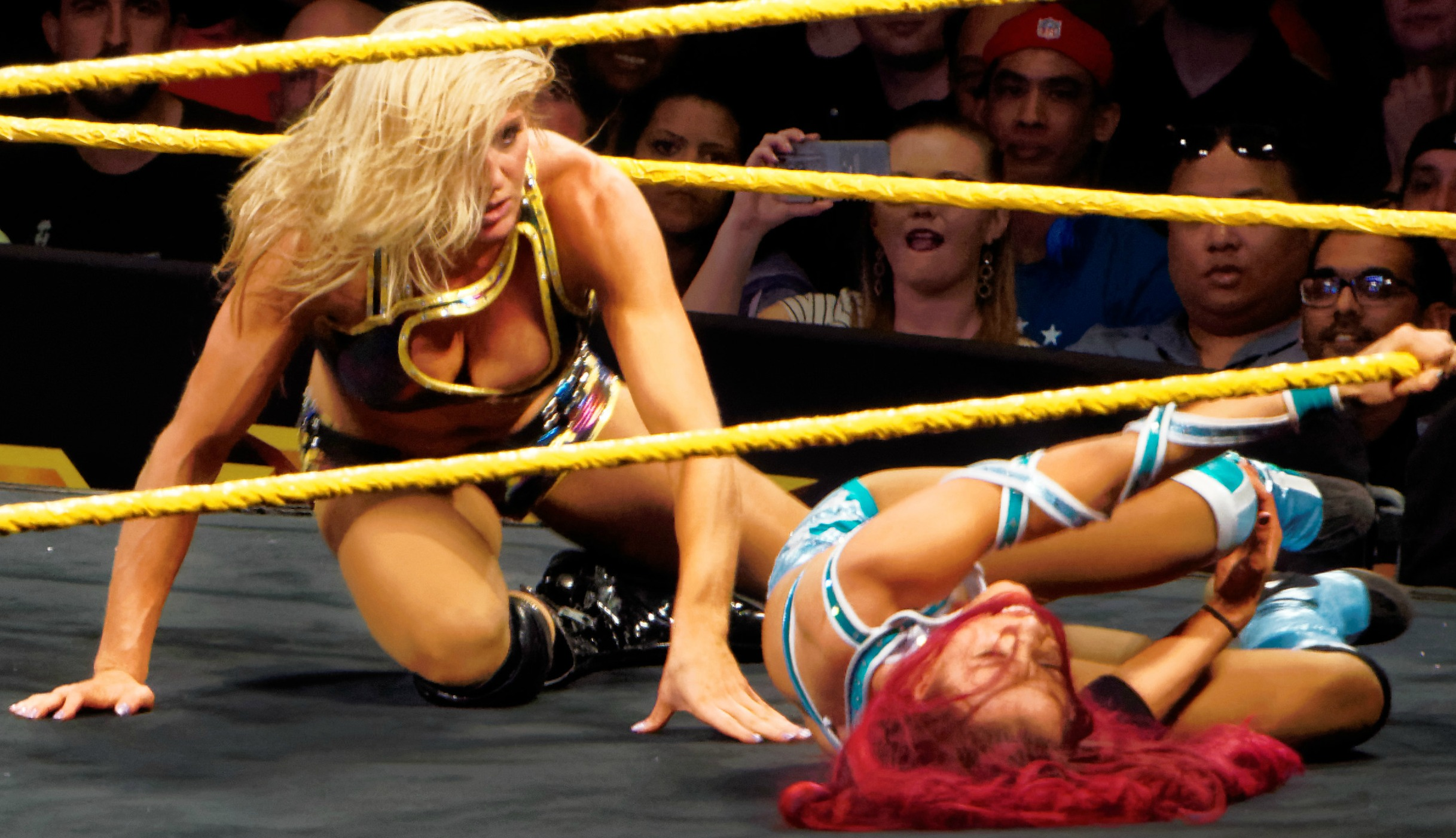
Charlotte lutando com Sasha Banks em março de 2015.

No episódio de 24 de julho do NXT, Charlotte defendeu com sucesso o título feminino contra Summer Rae. Charlotte então reteve contra Bayley no TakeOver: Fatal 4-Way em 11 de setembro, após o qual ela impediu Banks de atacar Bayley, e depois de derrotar Bayley em uma revanche em 2 de outubro no episódio do NXT, ela levantou o braço de Bayley antes de compartilhar um abraço e apertar as mãos, transformando Charlotte de volta em um personagem favorito dos fãs. Depois disso, Charlotte e Bayley rivalizaram com Banks e sua parceira Becky Lynch ao longo das semanas seguintes. Charlotte fez sua primeira aparição no plantel principal da WWE no episódio especial do Slammy Awards do Raw em 8 de dezembro, onde ela perdeu para Natalya em uma luta sem título. Charlotte manteve o Campeonato Feminino do NXT contra Banks no TakeOver: R Evolution em 11 de dezembro, e em revanches que ocorreram nos episódios de 25 de dezembro e 21 de janeiro de 2015 do NXT, respectivamente. No TakeOver: Rival em 11 de fevereiro, Charlotte perdeu o título para Banks em uma luta fatal four-way que também envolveu Bayley e Becky Lynch, terminando seu reinado em 258 dias. Ela não conseguiu recuperar o título em uma revanche contra Banks que aconteceu no episódio de 4 de março do NXT.
No TakeOver: Unstoppable em 20 de maio, Charlotte juntou-se a Bayley para derrotar Emma e Dana Brooke. Depois de derrotar Emma e Brooke novamente no episódio de 8 de julho do NXT, desta vez em parceria com sua rival Sasha Banks, Charlotte desafiou Banks para uma luta pelo Campeonato Feminino do NXT, que Banks aceitou. Eles tiveram sua luta pelo título na semana seguinte no episódio de 15 de julho do NXT, no qual Banks manteve o título, e depois as duas compartilharam um abraço e Banks levantou a mão de Charlotte em sinal de respeito.

#### Campeã das Divas (2015–2016)
Em 13 de julho de 2015, episódio do Raw, Stephanie McMahon pediu uma "revolução" na divisão Divas, posteriormente apresentando Charlotte, Becky Lynch e Sasha Banks como membros do plantel principal. Charlotte e Lynch se aliaram a Paige, que estava envolvida em uma rivalidade com o Time Bella (Alicia Fox e The Bella Twins), enquanto Banks se aliou a Tamina e Naomi, iniciando uma rivalidade entre os três times. O trio de Charlotte, Lynch e Paige foi apelidado de Team PCB após as iniciais do primeiro nome de cada lutadora. Em 19 de julho no Battleground, Charlotte derrotou Banks e Brie Bella em uma luta triple threat em sua estreia no pay-per-view. As três equipes acabariam se enfrentando no SummerSlam em uma partida de eliminação de três equipes, que a equipe de Charlotte venceu depois que Lynch derrotou Brie Bella.
No episódio de 31 de agosto do Raw, Charlotte superou os recordes dos membros do Team PCB no primeiro desafio Divas Beat the Clock, e foi nomeada a nova candidata ao título das Divas de Nikki Bella. Sua luta pelo título contra Nikki Bella, inicialmente anunciada para o Night of Champions, ocorreu no episódio de 14 de setembro do Raw, então Charlotte poderia impedir Bella de superar o recorde de AJ Lee e se tornar a campeã de Divas com o reinado mais longo. Charlotte venceu a luta por desqualificação depois que ela derrotou Brie devido às gêmeas trocarem de lugar, fazendo com que Nikki mantivesse seu título e batesse o recorde no processo. Em 20 de setembro no Night of Champions, Charlotte derrotou Nikki em uma revanche para ganhar o Campeonato das Divas pela primeira vez. Durante a celebração de Charlotte na noite seguinte no Raw, Paige cortou uma promo de filmagem e virou-se contra ela e Lynch, repreendendo-as e à divisão Divas. Ao longo de outubro, Paige agiu como se quisesse se reconciliar com Lynch e Charlotte, apenas para atacar os dois e confirmar sua saída da equipe, apenas uma noite depois que Charlotte manteve com sucesso seu campeonato contra Nikki Bella no Hell in a Cell. No final de 2015, Charlotte defendeu com sucesso seu título contra Paige em três ocasiões diferentes - no Survivor Series em 22 de novembro, em uma revanche na noite seguinte no Raw e no TLC: Tables, Ladders & Chairs em 13 de dezembro.
Em novembro, Charlotte começou a exibir traços de vilã depois de derrotar sua amiga Becky Lynch fingindo uma lesão na perna, seguida por uma distração fornecida por seu pai. Ao longo de dezembro, o relacionamento entre Charlotte e Lynch continuou tenso, e depois de perder para ela no episódio Raw de 4 de janeiro de 2016, Charlotte atacou Lynch e solidificou como heel. pela primeira vez desde 2014 no NXT. Charlotte manteve com sucesso o Campeonato das Divas contra Lynch com a ajuda de seu pai três dias depois no SmackDown, e no Royal Rumble em 24 de janeiro. Em fevereiro, depois que ela perdeu para ela em uma luta sem título, Brie Bella recebeu uma luta pelo título no Fastlane, onde Charlotte mais uma vez manteve seu título com sucesso. Algumas semanas depois, em 12 de março no Roadblock, Charlotte manteve o título contra Natalya. Também em março, Charlotte fez com que uma luta entre Lynch e Banks terminasse em no contest depois que ela atacou as duas lutadoras. Como resultado, uma luta triple threat entre Charlotte, Banks e Lynch pelo Campeonato das Divas foi marcada para a WrestleMania 32. No evento, um novo Campeonato Feminino da WWE substituiu o Campeonato das Divas e Charlotte derrotou Banks e Lynch para se tornar a campeã inaugural.

#### Campeã Feminina do Raw (2016–2017)

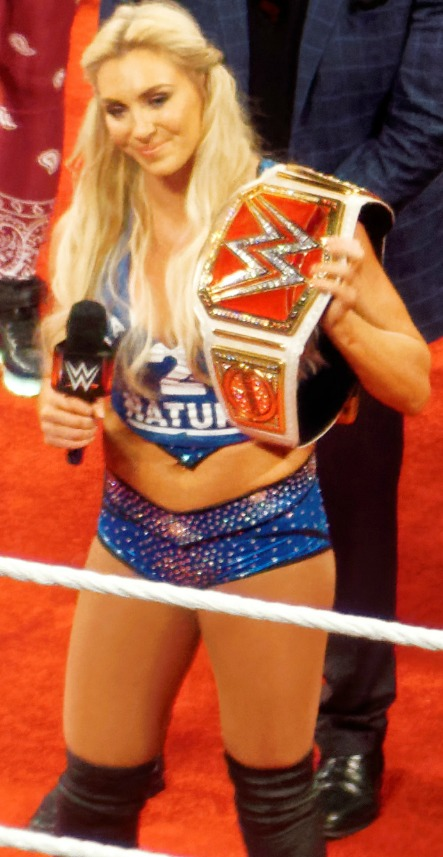
Charlotte como Campeã Feminina da WWE na noite após WrestleMania no Raw em abril de 2016.

Após a WrestleMania 32, Charlotte começou uma rivalidade com Natalya, defendendo com sucesso o título contra ela no episódio do Raw de 11 de abril de 2016. Devido ao final da desqualificação, uma revanche ocorreu no Payback em 1º de maio, onde ela derrotou Natalya depois que o árbitro Charles Robinson encerrou a luta enquanto Charlotte segurava Natalya no sharpshooter, mesmo que Natalya não tivesse finalizado, em uma referência ao infame "shoot screwjob" o Montreal Screwjob. Após a luta, Natalya e Bret Hart, que estava no corner de Natalya, aplicaram o Sharpshooter em Charlotte e Ric Flair. No Extreme Rules em 22 de maio, Charlotte manteve seu título contra Natalya em uma luta de submissão após uma distração fornecida por Dana Brooke que estava vestida como Flair. Na noite seguinte no Raw, Charlotte se voltou contra seu pai alegando que não precisava mais dele, alinhando-se ainda mais com Brooke, que seria apelidada de sua protegida. No Money in the Bank em 19 de junho, Charlotte e Brooke derrotaram Natalya e Lynch em uma luta de duplas. No Raw de 20 de junho, Charlotte manteve seu título sobre Paige com a ajuda de Brooke, com as duas atacando Paige após a luta, que terminou com Banks fazendo a defesa. Isso levou a uma luta de duplas na semana seguinte, onde Banks e Paige venceram. Em 24 de julho no Battleground, Charlotte e Brooke foram derrotadas por Banks e Bayley.
Depois de ser convocada para a marca Raw como parte do Draft da WWE de 2016 em 19 de julho, Charlotte fez sua primeira aparição pela marca no episódio de 25 de julho do Raw, onde perdeu o Campeonato Feminino da WWE para Sasha Banks, terminando seu reinado em 113 dias. Em 21 de agosto no SummerSlam, Charlotte competiu contra Banks em uma revanche pelo título, na qual Flair foi vitorioso, tornando-se bicampeão. No Clash of Champions em 25 de setembro, Charlotte manteve o título (que foi renomeado Campeonato Feminino do Raw, após a criação do Campeonato Feminino do SmackDown) em uma luta triple threat contra Banks e Bayley. No entanto, Charlotte perdeu o título para Banks mais uma vez no evento principal do Raw de 3 de outubro. Nessa época, o nome no ringue de Charlotte foi alongado para Charlotte Flair.
No Hell in a Cell em 30 de outubro, Flair recuperou o título de Banks na primeira luta feminina Hell in a Cell para se tornar tricampeã feminina. Esta também foi a primeira vez que uma luta feminina foi a última em um pay-per-view da WWE. Na noite seguinte no Raw, Flair foi revelado como capitão do Team Raw para Survivor Series em 20 de novembro, onde o Team Raw derrotou o Team SmackDown com Flair e Bayley sendo os sobreviventes do Team Raw. No Raw de 28 de novembro, Flair competiu contra Banks em uma luta falls count anywhere, onde Banks derrotou Flair pelo título, após o qual Ric Flair saiu e comemorou com Banks. Uma luta iron man de 30 minutos entre as duas foi marcada para Roadblock: End of the Line em 18 de dezembro, que resultou em um empate por 2 a 2, mas Flair derrotou Banks por 3 a 2 na prorrogação de morte súbita, tornando-se um recorde quatro vezes Campeã Feminina do Raw, além de encerrar sua rivalidade de seis meses, uma vez que foi estipulado que Banks não poderia invocar sua cláusula de revanche depois disso. Pouco depois, Flair começou uma rivalidade com Bayley, que conseguiu derrotá-la em duas partidas sem título desde sua estreia no elenco principal em agosto. Isso levou a uma luta pelo título entre os dois que ocorreu no Royal Rumble em 29 de janeiro de 2017, onde Flair manteve com sucesso o título sobre Bayley.
No Raw de 13 de fevereiro, Flair perdeu o título para Bayley no evento principal. Mais tarde, ela não conseguiu recuperar o título em uma revanche contra Bayley no Fastlane em 5 de março, marcando sua primeira derrota individual em pay-per-view após 16 vitórias. Também em março, Flair terminou sua associação com Brooke e a derrotou em uma luta individual. Na WrestleMania 33 em 2 de abril, Flair competiu em uma luta four-way de eliminação contra Bayley, Banks e Nia Jax, sendo a última lutadora eliminada pela eventual vencedora Bayley. No episódio do Raw de 10 de abril, Flair foi derrotada por Jax em sua luta final pela marca.

#### Campeã Feminina do SmackDown (2017–2018)
Em 11 de abril de 2017, Flair foi transferido para a marca SmackDown como parte do Superstar Shake-up. Na semana seguinte no SmackDown Live, ela derrotou a Campeã Feminina do SmackDown Naomi em uma luta sem o título, para ganhar uma oportunidade de título, que terminou em no-contest depois que o The Welcoming Committee (Natalya, Carmella e Tamina) atacou ambas as concorrentes. Esta luta fez de Flair a primeira mulher na história da WWE a competir nos eventos principais do Raw, SmackDown e um pay-per-view da WWE. Em maio, Flair se alinhou com Becky Lynch e Naomi contra The Welcoming Committee, tornando face no processo. No Backlash, The Welcoming Committee derrotou Flair, Naomi e Lynch em uma luta six-woman tag team quando a última se submeteu ao sharpshooter de Natalya. Pouco depois, Flair competiu no Money in the Bank, como parte da primeira luta feminina money in the bank, que foi vencida por Carmella. No Battleground em 23 de julho, Flair competiu em uma luta five-way de eliminação para determinar a candidata número um ao título, mas foi a última eliminada pela eventual vencedora Natalya.
Depois de uma ausência para ajudar seu pai em seus problemas de saúde legítimos, Flair retornou ao SmackDown em 19 de setembro, agradecendo ao Universo WWE pelo apoio de sua família. Mais tarde naquela noite, ela ganhou uma luta fatal four-way para se tornar o desafiante número um para o Campeonato Feminino do SmackDown. No Hell in a Cell em 8 de outubro, Natalya manteve seu título sobre Flair quando a atacou com uma cadeira de aço, causando uma vitória por desqualificação para Flair. No episódio de 14 de novembro do SmackDown, Flair derrotou Natalya em uma revanche para ganhar o título em sua cidade natal, tornando-se a primeira lutadora feminina a vencer os campeonatos femininos Divas, NXT, Raw e SmackDown. Com a vitória, Flair substituiu Natalya na luta interbrand Campeã vs. Campeã contra a Campeã Feminina do Raw Alexa Bliss no Survivor Series, que Flair venceu. Um mês depois, no Clash of Champions em 17 de dezembro, Flair manteve o título contra Natalya em uma luta lumberjack.
No final de 2017, Flair mais uma vez se juntou com Becky Lynch e Naomi para rivalizar com o estreante Riott Squad (Ruby Riott, Liv Morgan e Sarah Logan), depois que as três as atacaram logo após sua estréia. No Fastlane em 11 de março de 2018, Flair derrotou Ruby Riott para reter o Campeonato Feminino do SmackDown e foi posteriormente desafiada pela vencedora do Royal Rumble Asuka. Flair venceu a luta pelo título que se seguiu na WrestleMania 34, fazendo Asuka desistir, encerrando a sequência invicta do desafiante em 914 dias no processo. Dois dias depois, no episódio de 10 de abril do SmackDown, The IIconics (Peyton Royce e Billie Kay) atacaram Flair. Carmella aproveitou a oportunidade para descontar seu contrato do Money in the Bank e ganhou o campeonato pela primeira vez em sua carreira. Flair não conseguiu recuperar o título em uma revanche em 6 de maio no Backlash. Em junho, Flair competiu em sua segunda luta Money in the Bank, que acabou sendo vencida por Alexa Bliss. Após o evento, Flair tirou uma folga para se submeter a uma cirurgia devido a um implante mamário rompido.
Flair retornou no episódio de 31 de julho do SmackDown, salvando Becky Lynch de um ataque de Carmella. Mais tarde, ela derrotou Carmella para ser inserida na luta pelo campeonato entre Carmella e Lynch no SummerSlam, tornando-se uma luta tripla. No evento, Flair derrotou Lynch para ganhar o Campeonato Feminino do SmackDown pela segunda vez em sua carreira. Com a vitória, Flair se tornou a segunda mulher na história da WWE a deter sete campeonatos femininos, ao lado da Hall da Fama da WWE Trish Stratus. Após a luta, Lynch atacou Flair, iniciando uma rivalidade entre as duas, que levou a uma luta no Hell in a Cell em 16 de setembro, na qual Flair perdeu o título. para Lynch. Flair derrotou Lynch por desqualificação no Super Show-Down e lutou contra ela em uma revanche dois dias depois, no episódio de 9 de outubro do SmackDown, que terminou em contagem dupla. Como resultado disso, Flair recebeu outra oportunidade de título contra Lynch na primeira luta Last Woman Standing no Evolution, na qual Lynch derrotou Flair.

#### Vários reinados (2018–2020)
Em novembro, Flair foi escolhida por Becky Lynch como sua substituta em uma luta contra a Campeã Feminina do Raw Ronda Rousey no Survivor Series, que ela perdeu por desqualificação após atacar Rousey brutalmente com um bastão de kendo e uma cadeira, tornando heel no processo. No mês seguinte, em 16 de dezembro no TLC pay-per-view, Flair competiu na primeira luta feminina de Tables, Ladders, and Chairs contra Lynch e Asuka, que venceu a partida depois que Rousey empurrou Flair e Lynch de uma escada.
No Royal Rumble em 27 de janeiro, Flair competiu na luta feminina Royal Rumble, eliminando cinco lutadoras, antes de ser eliminada pela última vez por Becky Lynch. Como resultado, Lynch ganhou uma luta pelo título contra a campeã feminina do Raw Ronda Rousey na WrestleMania 35. No entanto, em fevereiro, Vince McMahon (kayfabe) suspendeu Lynch por 60 dias e a substituiu por Flair. Em março, Lynch foi reintegrada. No Fastlane, ela derrotou Flair por desqualificação, depois que Rousey atacou Lynch para lhe dar a vitória, tornando a luta pelo título na WrestleMania uma luta triple threat. Apenas alguns dias antes da WrestleMania, no episódio de 26 de março do SmackDown, Flair derrotou Asuka para ganhar o Campeonato Feminino do SmackDown pela terceira vez, tornando-se a única mulher na história da WWE a ganhar oito campeonatos femininos. No evento, no que foi a primeira vez que as mulheres lutaram no evento principal da WrestleMania, Flair perdeu seu campeonato em uma luta Winner Takes All para o SmackDown e campeonato feminino do Raw de Ronda Rousey quando Lynch derrotou Rousey para ganhar ambos os títulos.
Pouco depois da WrestleMania, Flair continuou sua rivalidade com Lynch pelo Campeonato Feminino do SmackDown, afirmando que ela não havia sido derrotada na WrestleMania. Ela ganhou uma revanche ao derrotar Bayley e no Money in the Bank recuperou o título ao derrotar Lynch após uma interferência de Lacey Evans. Após a partida, os dois continuaram a atacar Lynch até que Bayley fez a defesa. Bayley, que ganhou o contrato do Money in the Bank no início da noite, derrotou Flair para terminar seu reinado em apenas 4 minutos e 52 segundos, o reinado de título mais curto de Flair de todos os tempos e o mais curto para esse título, respectivamente. Depois do Money in the Bank, Lynch se concentrou em defender seu título do Raw, pondo fim à rivalidade de quase um ano entre as duas.
Após um breve hiato, Flair retornou no episódio de 16 de julho do SmackDown. Ela chamou a si mesma de "a maior superestrela feminina de todos os tempos" uma semana depois, e entrou em um enredo curto com a Hall da Fama Trish Stratus. No SummerSlam, Flair derrotou Stratus por submissão no que foi a segunda luta de aposentadoria desta última. Após essa vitória, Flair sentiu que merecia uma oportunidade pelo Campeonato Feminino do SmackDown e reacendeu sua rivalidade com Bayley. Em 15 de setembro, no Clash of Champions, Bayley reteve contra Flair depois que ela usou um turnbuckle exposto. Depois de fazer Bayley submeter durante uma luta de duplas, Flair ganhou outra oportunidade de título. No Hell in a Cell em 6 de outubro, Flair derrotou Bayley para ganhar seu quinto Campeonato Feminino do SmackDown, seu décimo título feminino na lista principal da WWE. Cinco dias depois no SmackDown, Flair perdeu o título para Bayley.
Como parte do draft de 2019, Flair foi convocado para a marca Raw. Em novembro, Flair foi revelado como capitão do Team Raw para o Survivor Series, onde o Team Raw e o Team Smackdown perderam para o Team NXT, depois que o membro do Raw Asuka cuspiu névoa verde no rosto de Flair, fazendo com que Flair fosse eliminado por Lacey Evans. Na noite seguinte no Raw, Flair perdeu para Asuka, com alguma ajuda de sua parceira de duplas, Kairi Sane. Flair então juntou forças com Becky Lynch para enfrentar The Kabuki Warriors (Asuka e Kairi Sane) pelo Campeonato Feminino de Duplas da WWE em uma luta TLC no TLC: Tables, Ladders & Chairs, mas as duas não tiveram sucesso.
Em 26 de janeiro de 2020, no pay-per-view Royal Rumble, Flair venceu a luta anual Royal Rumble eliminando por último Shayna Baszler. Depois de semanas provocando um anúncio sobre sua oponente do campeonato na WrestleMania 36, isso levou a vários confrontos com a Campeã Feminina do NXT Rhea Ripley no Raw e NXT. No TakeOver: Portland, Flair atacou Ripley e aceitou seu desafio. Na Noite 2 da WresteMania 36 em 5 de abril, Flair derrotou Ripley por submissão para vencer seu segundo Campeonato Feminino do NXT, que no geral marcou seu 12º título feminino na WWE. No TakeOver: In Your House, Flair perdeu o título para Io Shirai em uma luta triple threat, envolvendo também Rhea Ripley, terminando seu reinado em 63 dias. No final de junho, ela foi atacada por Nia Jax que levou a uma lesão no braço kayfabe. Isso foi feito para dispensar Flair da televisão para que ela pudesse tirar algum tempo para se submeter a outra cirurgia em seus implantes mamários.

#### Campeã Grand Slam (2020–2024)
No TLC: Tables, Ladders & Chairs em 20 de dezembro, Flair retornou como face, como a parceira surpresa de Asuka, com quem derrotou Nia Jax e Shayna Baszler para ganhar o Campeonato Feminino de Duplas da WWE. Com a vitória, Flair se tornou a Quinta Campeã da Tríplice Coroa Feminina e a Quarta Campeã do Grand Slam Feminino. Flair e Asuka defenderam com sucesso os títulos em uma luta triple threat tag team no SmackDown de 25 de dezembro. Flair então começou uma rivalidade com Lacey Evans e seu pai, Ric Flair, que começou a interferir em suas lutas. Flair e Asuka perderiam os títulos de duplas de volta para Jax e Baszler no Royal Rumble, devido à interferência de Flair e Evans. Na mesma noite, Flair competiu na luta Royal Rumble, entrando como número 15 e eliminando Peyton Royce, antes de ser eliminada por Rhea Ripley e pela eventual vencedora Bianca Belair.
No Raw de 15 de fevereiro, após Lacey Evans anunciar que estava grávida, a luta pelo Campeonato Feminino do Raw entre ela e Asuka no Elimination Chamber foi cancelada. No episódio do Raw de 22 de fevereiro, Flair disse a seu pai para ir para casa porque ela não conseguia se concentrar em suas lutas, marcando o fim de sua história. No episódio do Raw de 1 de março, Flair deixou claras suas intenções de desafiar Asuka pelo Campeonato Feminino do Raw na WrestleMania 37, mas isso não aconteceu devido ao teste de Flair positivo para COVID-19, removendo-a da imagem do título da WrestleMania.
Flair retornou na edição de 12 de abril do Raw. Mais tarde naquela noite, ela interferiu na luta pelo Campeonato Feminino do Raw entre Asuka e Rhea Ripley, tornando-se heel no processo. Na semana seguinte, ela foi suspensa (em kayfabe) e multada em US$ 100.000 por agredir um árbitro, depois de perder para Asuka em um combate individual. Sua suspensão seria levantada na edição de 26 de abril do Raw por Sonya Deville. Charlotte também teria várias lutas pelo título nos três pay-per-views seguintes, incluindo uma luta triple threat contra Asuka e Rhea Ripley no WrestleMania Backlash e contra Ripley no Hell in a Cell, nos quais ela não teve sucesso, mas teve outra oportunidade no Money in the Bank, que ela venceu por finalização, tornando-a cinco vezes campeã feminina do Raw. Flair perdeu o título na noite seguinte no Raw para Nikki A.S.H., que descontou seu contrato do Money in the Bank. Flair recuperou o título no SummerSlam. Ela então defendeu com sucesso o campeonato contra Alexa Bliss no Extreme Rules.
Como parte do Draft de 2021, Flair foi transferida para o SmackDown como Campeã Feminina do Raw. No episódio de 22 de outubro do SmackDown, Flair e Lynch trocaram seus títulos, tornando Flair a campeã feminina do SmackDown pela sexta vez. Em 8 de novembro, foi anunciado que Flair enfrentaria a campeã feminina do Raw Becky Lynch no Survivor Series, onde foi derrotada por Lynch.
Mais tarde, ela entrou na luta Royal Rumble feminina, sendo a última mulher eliminada pelo retorno de Ronda Rousey. Flair manteve o título contra Rousey na WrestleMania 38, encerrando sua sequência invicta individual, mas perdeu o título no mês seguinte na WrestleMania Backlash, em uma luta "I Quit" durante a qual ela quebrou o braço esquerdo. Após o evento, Flair tirou uma folga para se casar com seu marido Andrade.
Ela retornou aos ringues em dezembro de 2022, surpreendendo Ronda Rousey e conquistando o SmackDown Women's Championship pela sétima vez. Flair manteve o título até a WrestleMania 39, em abril de 2023, onde foi derrotada por Bianca Belair.
Em dezembro de 2023, durante uma luta contra Asuka no SmackDown, Flair sofreu lesões no ligamento cruzado anterior (LCA), ligamento colateral medial (LCM) e menisco, o que a afastou dos ringues por mais de um ano. Durante sua recuperação, em junho de 2024, ela solicitou o divórcio de Andrade, com a separação sendo finalizada em outubro do mesmo ano.
Retorno, Royal Rumble e futuro (2025-presente)
Após um longo período de reabilitação, a WWE anunciou o retorno de Flair para o Royal Rumble feminino de 2025. No evento, ela fez um retorno triunfante e venceu a luta, e garantindo uma oportunidade pelo título no WrestleMania 41. No entanto, sua vitória foi recebida com reações mistas dos fãs, refletindo a complexa relação entre Flair e o público da WWE.
Em fevereiro de 2025, Flair participou de uma promo no Raw, onde abordou sua recuperação e retorno. A reação negativa da plateia levou-a a abandonar o script, adotando uma postura mais agressiva e reafirmando sua posição como uma das principais estrelas da WWE.
Atualmente, Charlotte Flair está se preparando para sua luta no WrestleMania 41, onde buscará adicionar mais um título à sua já ilustre carreira.

## Outras mídias
Flair apareceu na edição de janeiro de 2016 da Muscle & Fitness. Flair ficou em 29º lugar entre 50 nas atletas femininas mais aptas do ano da Sports Illustrated de 2017. Em junho de 2018, Flair apareceu na revista ESPN Body 10.
Flair fez sua estréia no videogame como personagem jogável no WWE 2K17 e desde então apareceu no WWE 2K18, WWE 2K19, WWE 2K20, WWE 2K22 e WWE 2K Battlegrounds.
Flair lançou Second Nature: The Legacy of Ric Flair and the Rise of Charlotte, co-escrito com seu pai e Brian Shields, autor da WWE Encyclopedia, em 19 de setembro de 2017.

## Filmografia
| Filme | Filme                   | Filme            | Filme             |
| Ano   | Título                  | Função           | Notas             |
| ----- | ----------------------- | ---------------- | ----------------- |
| 2017  | Psych: The Movie        | Heather Rockrear | Estreia no cinema |
| 2017  | Smashing Glass Ceilings | Ela mesma        | Episódio 1        |

## Vida pessoal
Em 5 de setembro de 2008, em Chapel Hill, Carolina do Norte, Flair foi presa por agredir um policial após uma briga envolvendo ela, seu então namorado e seu pai. Ela se declarou culpada de uma acusação menor e foi sentenciada a 45 dias de prisão, que foi reduzida a liberdade condicional supervisionada e multa de US$ 200.
De maio de 2010 a fevereiro de 2013, Flair foi casada com Riki Johnson. Em Second Nature, uma biografia conjunta dela e de seu pai lançada no final de 2017, ela revelou que supostamente deixou Johnson depois de ter sido vítima de agressão doméstica várias vezes. Em outubro de 2018, Johnson entrou com uma ação contra Flair, seu pai, o autor Brian Shields e a WWE por "declarações difamatórias" no livro. De 2013 a outubro de 2015, Flair foi casada com o lutador inglês Thomas Latimer, mais conhecido como Bram. Ela começou a namorar o lutador mexicano Manuel Andrade Oropeza, mais conhecido como Andrade, em fevereiro de 2019. O casal ficou noivo em 1º de janeiro de 2020, e se casou em 27 de maio de 2022, no México.
Flair tem várias tatuagens, incluindo dois corações acima da cintura, o nome de seu primeiro marido Riki abaixo da cintura, um coração no pulso esquerdo, uma citação da Bíblia no lado esquerdo do torso que diz "guarde seu coração acima de tudo, pois isso determinará o curso de sua vida" (Provérbios 4:23), uma cruz no lado direito de seu torso e uma citação em seu antebraço direito dizendo "um pouco de paciência..." da música do Guns N' Roses "Patience". Os dois últimos são tributos a seu falecido irmão, Reid.

## Campeonatos e conquistas
- The Baltimore Sun

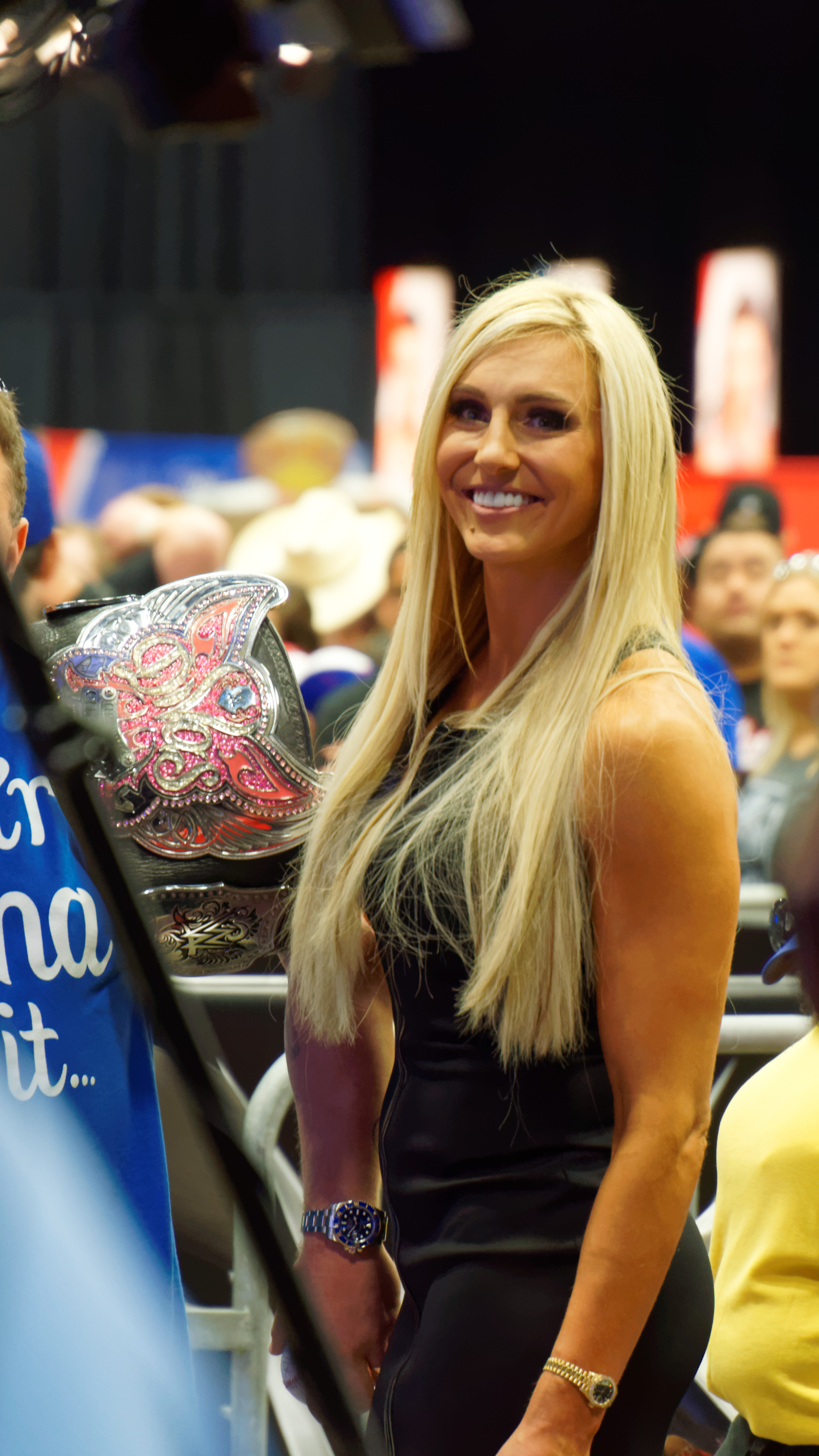
Flair foi uma vez (e última) Campeã das Divas.

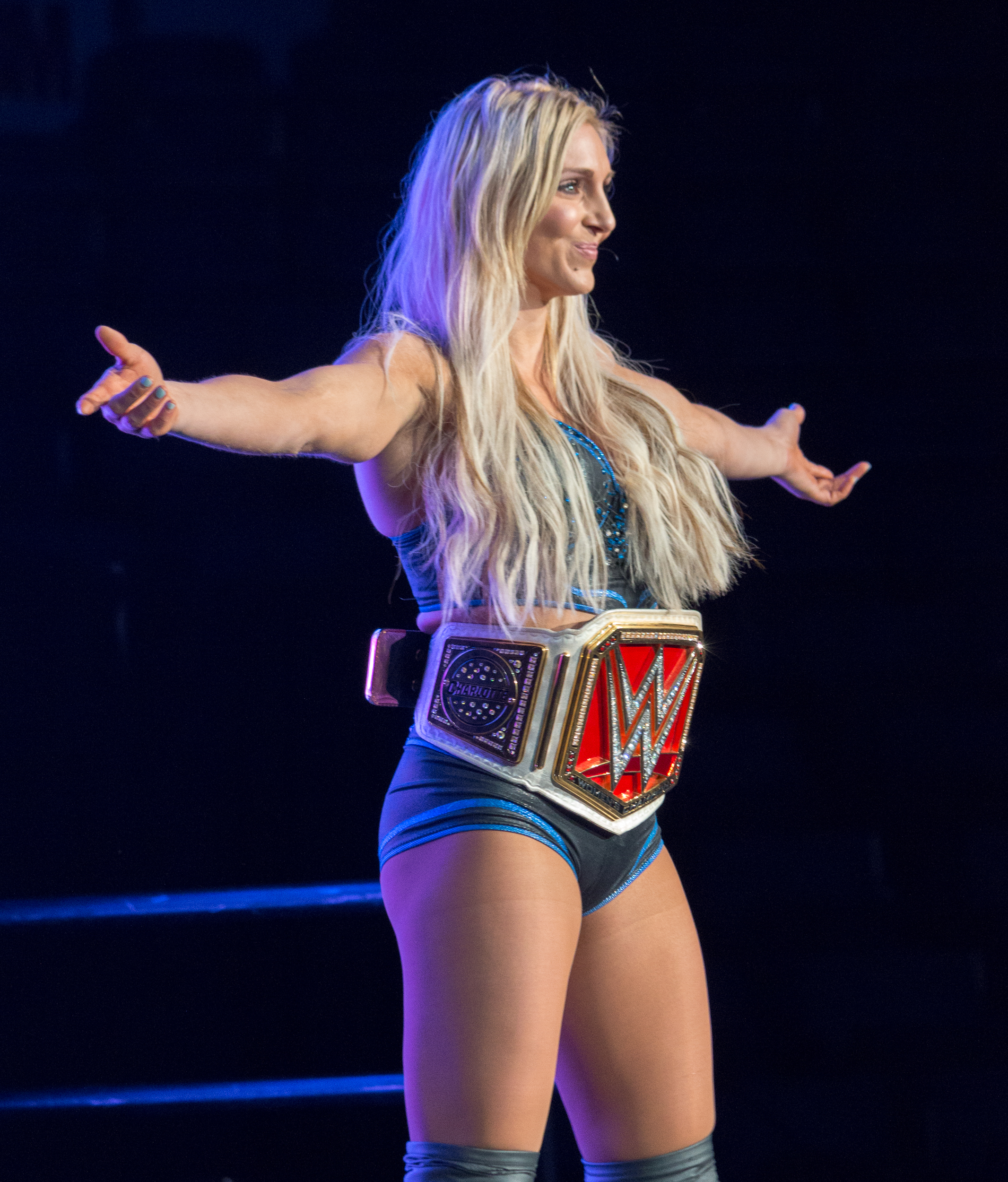
Flair é a inaugural e recordista, sendo seis vezes Campeã Feminina do Raw.

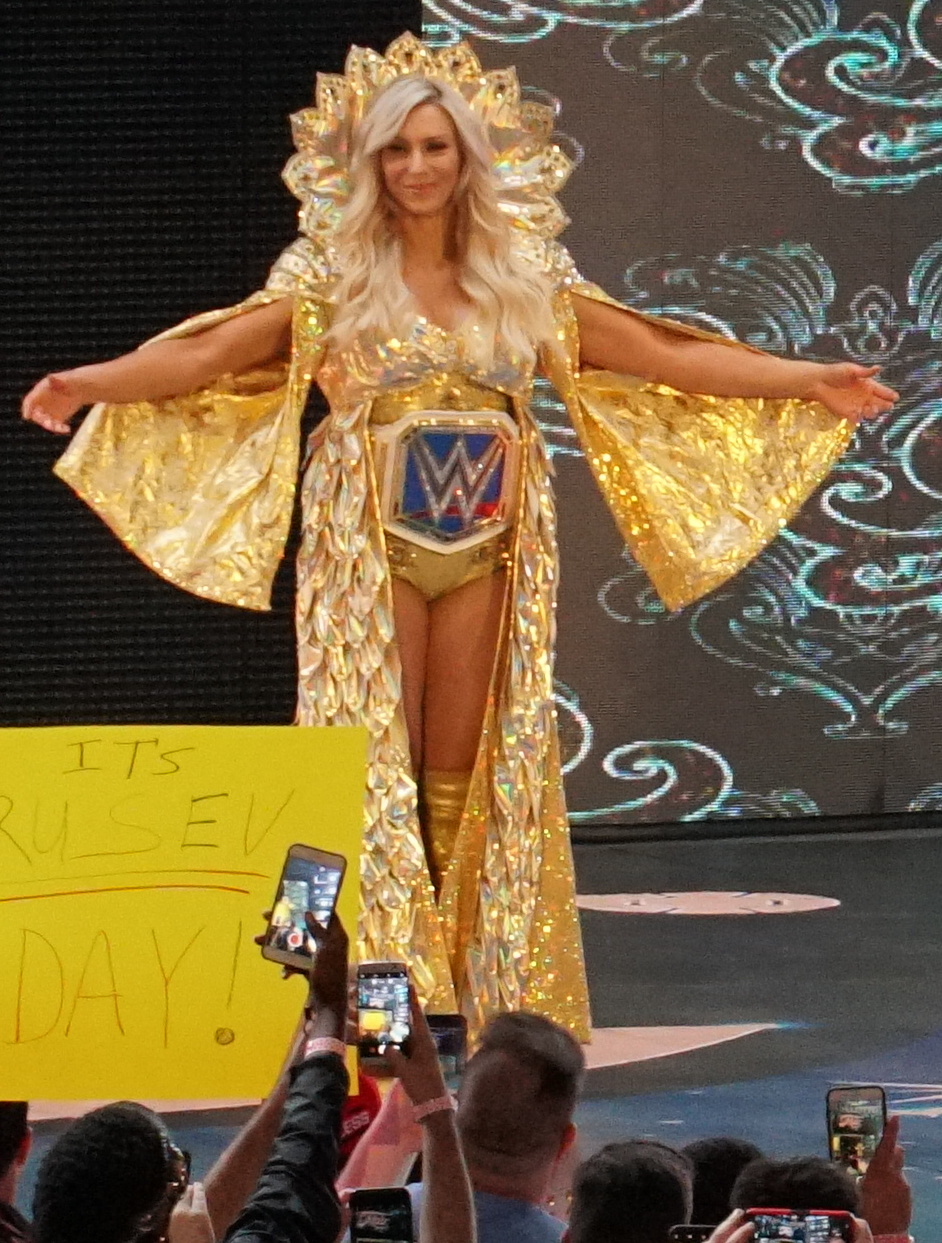
Flair é sete vezes Campeã Feminina do SmackDown, sendo recordista em reinados com o título.

  - Lutadora Feminina do Ano da WWE (2016)[266]
- CBS Sports
  - Luta do Ano da WWE (2018) vs. Asuka e Becky Lynch no TLC: Tables, Ladders & Chairs[267]
- Pro Wrestling Illustrated
  - Rivalidade do Ano (2016) vs. Sasha Banks[7]
  - Novata do Ano (2014)[7]
  - Mulher do Ano (2016)[268]
  - Classificada como a número 1 das 50 melhores lutadoras no PWI Female 50 em 2016[8]
- Rolling Stone
  - Classificado em 2º lugar dos 10 melhores lutadores da WWE de 2016[269]
- Sports Illustrated
  - Classificado em 2º lugar entre as 10 melhores lutadoras do ano em 2018[270]
- Wrestling Observer Newsletter
  - Pior briga do ano (2015) Team PCB vs. Team B.A.D. vs. Team Bella
- WWE
  - Campeonato Feminino do NXT (2 vezes)[271]
  - Campeonato das Divas (1 vez)[272]
  - Campeonato Feminino do Raw (6 vezes)[103]
  - Campeonato Feminino do SmackDown (7 vezes)[273]
  - Campeonato Feminino de Duplas da WWE (1 vez) – com Asuka[274]
  - Quinta Campeã da Tríplice Coroa Feminina
  - Quarta Campeã do Grand Slam Feminino
  - Torneio do Campeonato Feminino do NXT (2014)[31]
  - Royal Rumble Feminino (2020)[275]
  - Prêmio de Fim de Ano da WWE (1 vez)
    - Combate do ano (2018) vs. Becky Lynch no Evolution[276]

1. O primeiro reinado de Charlotte Flair foi quando o título foi chamado de Campeonato Feminino da WWE. Foi renomeado para Campeonato Feminino do Raw durante seu segundo reinado depois que o SmackDown criou o Campeonato Feminino do SmackDown